# Bogia labronica
Bogia labronica is een slakkensoort uit de familie van de Lepetellidae. De wetenschappelijke naam van de soort is voor het eerst geldig gepubliceerd in 1984 door Bogi.